# Квепс, Янис
Янис Квепс (латыш. Jānis Kvēps; 13 октября 1940, Цесвайне — 10 марта 2020) — советский и латвийский спортивный врач, многолетний врач хоккейного клуба «Динамо» (Рига) и национальной сборной Латвии. Командор Ордена Трёх звёзд (2014).

## Биография

### Ранние годы
Родился 13 октября 1940 года в Цесвайне. Окончил среднюю школу в 1959 году в Цесвайне и Рижский медицинский институт в 1965 году, получив диплом врача. Работал в Гулбене врачом-гинекологом, затем проходил службу в советской армии, после возвращения искал работу для содержания жены и маленького ребёнка. По совету однокурсника Мариса Будовскиса, врача в спортивном клубе ТТТ, отправился работать в спортивные команды: первыми были футбольные команды «Металлург» из Лиепаи и рижская «Даугава» (в тренерском штабе Режё Шомлаи), однако прославился в советское время прежде всего как врач рижского хоккейного клуба «Динамо», работая там с 1967 года.

### Рижское «Динамо»
С октября 1967 года Квепс работал в рижском хоккейном клубе «Даугава», который был принят под покровительство МВД Латвийской ССР: глава МВД В.А.Сэя стал фактическим руководителем всего хоккейного клуба. Игроков, которые ранее формально числились разнорабочими Рижского вагоностроительного завода, оформили спортивными инструкторами для более высокой зарплаты. Квепс работал в тренерском штабе начальника команды Альфонса Егерса, администратора Эдгара Клавса, тренеров Станислава Мотла и Яниса Шулбергса до мая 1968 года, когда команду возглавил Виктор Тихонов, приглашённый председателем Латвийского совета общества «Динамо» Виктором Земмерсом и работавший там до 1977 года. Команда под фактическим руководством С. Мотла подходила к новому сезону с удручающими результатами, набрав в 44 матчах только 15 очков и закончив чемпионат СССР во второй группе на последнем месте.
Команда Виктора Тихонова прошла к 1977 году путь от второй лиги СССР до серебряных медалей чемпионата СССР, что Квепс называл лучшим моментом в своей жизни во время работы в клубе — именно приезд Тихонова помог поднять хоккей в республике в целом. Тренер ввёл в клубе жёсткий график тренировок и жёсткие методы подготовки, а возмущавшихся игроков или не выкладывавшихся на тренировках полностью исключал из команды. Методиками возмущалась и хоккейная общественность Латвии. Но в первом же сезоне Тихонова команда заняла 3-е место во второй лиге, а игрокам повысили зарплаты с 70-80 до 200 советских рублей, что оправдало методики Тихонова. Квепсу приходилось принимать некоторые методы подготовки, за что его критиковали многие игроки, а некоторые всё же отвергать. Так, Тихонов запрещал пить воду на тренировках, ссылаясь на ходивший в то время миф о нагрузке на сердце и «тяжёлый живот», но после приступа колик из-за камней в почках под давлением Квепса резко изменил своё отношение. В другой раз на нормативах по бегу 4 x 400 м, которые Тихонов изменил на 5 раз по 400 м, у хоккеиста Александра Клиншова произошла перегрузка: вместо мочи у него струилась кровь после тренировки.
Квепс знал о многих конфликтах в команде, о которых ему рассказывали лично игроки и которые он сам видел. Так, один из споров Хелмута Балдериса закончился бранью игрока и тренера в адрес друг друга на глазах у команды, хотя позже Балдерис и Тихонов помирились. В другой раз Валерия Одинцова за то, что тот в большинстве играл не там, где ему сказали, Тихонов ударил клюшкой по лодыжкам. В перерыве игры против ЦСКА при счёте 2:5 в пользу армейцев во втором перерыве в раздевалке Тихонов схватил Владимира Дурдина и швырнул его в стену так, что тот ударился головой, а затем пригрозил «отправить к белым медведям», если тот не начнёт нормально играть. В третьем периоде Дурдин забросил тотчас же шайбу после выигранного вбрасывания, а динамовцы вырвали победу со счётом 8:6, забросив шесть шайб в третьем периоде.
В нескольких случаях Квепсу приходилось спасать игроков по ходу встречи от последствий опасных травм и даже открытых ранений: в одном из матчей в Риге защитнику Улвису Катлапсу Александр Белявский случайно попал коньком по горлу и чудом не задел сонную артерию; в другой встрече Первой лиги Петру Воробьёву Хелмут Балдерис, падая, случайно порезал нос коньком; также имели место случаи, когда в товарищеской игре Николай Лёвочкин чуть не лишился глаза после попадания острым концом конька в лицо, а в другом матче Виктор Хатулев на скорости выбил ворота и повредил три позвонка, из-за чего месяц спал на досках. Также по ходу матчей арбитрам Захарову и Козину во время игры Квепс «вставлял» плечи на место.

### Сборная Латвии
С 1991 года с перерывами Квепс работал врачом при тренерском штабе национальной сборной Латвии, которая не только вышла в высший дивизион чемпионата мира, но и сыграла на Олимпиадах в Турине, Ванкувере и Сочи. 13 февраля 2005 года Латвия, проигрывая в третьем периоде решающий матч квалификации против Белоруссии 2:4, в последние пять минут матча переломила ход, забросив за 140 секунд три шайбы, и вырвала победу, чему Квепс был несказанно рад. В 2006 году Квепс был удостоен награды на церемонии вручения премий спортсменам года за пожизненный вклад в развитие латвийского спорта, а в 2014 году награждён орденом Трёх звёзд в степени командора (3-я степень).
В 2015 году осудил запрет мельдония и его включение в список допинг-средств, заявив, что на протяжении 30 лет его игроки из рижского «Динамо» и сборной Латвии принимали препарат и оставляли только хорошие отзывы о нём.
В 2016 году завершил карьеру в сборной, получив благодарность от Федерации хоккея Латвии за всю выполненную за минувшие годы работу по становлению и развитию латвийского хоккея.

### Вне хоккея
Вне карьеры врача Квепс выступал в 2011 году в латвийском телешоу «Спой со звездой» в дуэте с Эвитой Залите, выйдя в финал. В том же году выпустил автобиографию «Я нашёл себя в хоккее» (латыш. Es atradu sevi hokejā).
Скончался 10 марта 2020 года.